# Willacoochee
Willacoochee é uma cidade localizada no estado americano de Geórgia, no Condado de Atkinson.

## Demografia
Segundo o censo americano de 2000, a sua população era de 1434 habitantes.
Em 2006, foi estimada uma população de 1508, um aumento de 74 (5.2%).

## Geografia
De acordo com o United States Census Bureau tem uma área de
9,8 km², dos quais 9,8 km² cobertos por terra e 0,0 km² cobertos por água. Willacoochee localiza-se a aproximadamente 68 m acima do nível do mar.

## Localidades na vizinhança
O diagrama seguinte representa as localidades num raio de 32 km ao redor de Willacoochee.